# Tullio Lanese
Tullio Lanese (Messina, 10 de enero de 1947-Messina, 1 de marzo de 2025) fue un árbitro de fútbol italiano y presidente de la Asociación de Árbitros de Italia (AIA).

## Biografía

### Carrera como árbitro
Fue durante muchos años uno de los árbitro más famoso del fútbol italiano. Desde 1986 hasta 1992 ocupó el cargo de árbitro internacional, dirigiendo un total de 38 partidos, incluidos algunos de la fase final de la Copa del Mundo 1990 (Brasil-Suecia 2-1 en Turín, Uruguay-Corea del Sur 1-0 en Udine) y un octavo de final en Nápoles contra Camerún - Colombia (2-1 tras la prórroga).
También dirigió en los Juegos Olímpicos de Seúl 1988 el partido entre la anfitriona de Corea del Sur y los futuros campeones olímpicos de la URSS, que terminó sin goles, de igual manera estuvo en la Copa del Mundo sub-20 de 1989 que se llevó a cabo en Arabia Saudí y en la semifinal de la Eurocopa 1992 entre Suecia - Alemania (2-3).
Tuvo la satisfacción de dirigir la final de la Copa de Europa 1990-91 entre el Estrella Roja y el Olympique de Marsella en Bari.
A nivel de Italia, entre 1978 y 1992 dirigió 159 partidos de la Serie A, incluidos numerosos "clásicos" del campeonato: (Juventus - Inter), un derbi de Milán (Juventus - Milán), dos Inter - Roma, 3 Milán - Roma , dos Derbi de Génova y el play-off por el acceso a la Copa de la UEFA 1987-1988 entre Milán - Sampdoria. 
También dirigió dos finales de Copa de Italia (1985-86 y 1988-89), y la final de Supercopa de Italia de 1991 .

### El escándalo del Calciopoli
Como resultado del escándalo de Calciopoli , dimitió como presidente de la AIA; al final del proceso judicial fue condenado por la Corte Federal a la prohibición de 2 años y 6 meses, la sentencia fue reducida por la Cámara de Conciliación y Arbitraje del Comité Olímpico Nacional Italiano a 1 año, siendo reemplazado por Luigi Agnolin, como Comisionado Extraordinario.
El fiscal de Nápoles solicitó la imputación de Lanese bajo el cargo de asociación delictiva por fraude deportivo, y el juicio concluyó en primera instancia con una pena de 2 años de prisión.
El 5 de diciembre de 2012, la sección cuarta de la Corte de Apelaciones de Nápoles anuló la sentencia de primera instancia absolviéndolo.
El 17 de octubre de 2012, el Tribunal de Cuentas condenó a Lanese, junto con los árbitros involucrados en el escándalo, a indemnizar a la Federación Italiana de Fútbol por cargos de daño a su imagen. El ex-árbitro fue condenado a pagar 500.000 €.
El 24 de marzo de 2015 fue declarado improcedente en la Corte Suprema el recurso de la fiscalía contra la absolución del demandante.

### Carrera política
En 2008 fue candidato por el partido político Unión de Centro para las elecciones regionales de Sicilia, pero no resultó electo.